# Чемпионат Европы по фигурному катанию 1990
Чемпионат Европы по фигурному катанию 1990 — соревнование среди фигуристов европейских стран в сезоне 1989/1990 годов. Соревнование проходило в категориях мужское и женское одиночное катание, парное фигурное катание и танцы на льду.
Чемпионат прошёл с 30 января по 4 февраля 1990 года в Ленинграде (СССР), обязательные фигуры (последний раз в истории чемпионатов) исполнялись участниками во Дворце спорта «Юбилейный», остальные соревнования проходили в Спортивно-концертном комплексе им. В. И. Ленина. Участвовали 28 женщин, 27 мужчин, 13 спортивных пар и 22 танцевальных дуэта, всего 90 участников.
За месяц до начала чемпионата на тех же площадках был проведен Чемпионат СССР по фигурному катанию 1989, ставший практически репетицией данного соревнования.

## Квалификация
В состязаниях женщин, мужчин и в танцах в произвольной программе выступали лишь по 20 участников, отобранных по сумме обязательных фигур и оригинальной программы.

## Соревнования
Виктор Петренко допустил ошибку в оригинальной программе и проиграл её Петру Барне, однако затем Виктор исполнил одну из своих лучших произвольных программ с 6 тройными прыжками, включая сверхсложный каскад тройной аксель — тройной тулуп, получил все оценки 5,8-5,9, все первые судейские места и выиграл. Барна в произвольной программе выполнил чисто лишь три тройных прыжка, а четверной тулуп выполнил с грубой ошибкой, приземлившись с недокрутом и на две ноги. Последние в истории чемпионатов Малые золотые медали за исполнение обязательных фигур получили Рихард Цандер из ФРГ и советская фигуристка Наталья Лебедева.
Лебедева выиграла и оригинальную программу, имея все шансы стать первой советской чемпионкой Европы, однако в произвольной допустила три падения, выполнив чисто лишь один тройной прыжок (тулуп), заняла в этом виде лишь 4-е место с оценками 4,9-5,5, в итоге получив серебряную медаль. Эвелин Гроссманн из ГДР также выполнила несложную произвольную программу с тремя тройными прыжками, получив оценки 5,0-5,7 выиграла её и стала чемпионкой Европы. Вошла в историю Сурия Бонали, которая в произвольной программе попыталась выполнить чрезвычайно сложный набор прыжков — два четверных (тулуп и сальхов, единственный случай в истории по сей день) и 6 тройных прыжков, из которых чисто удалось сделать только 4 тройных. Историческим оказался и итоговый пьедестал у женщин, многие СМИ обошла фотография рукопожатия победительницы Гроссман, представлявшей ГДР и бронзового призёра М.Кильманн, представлявшей ФРГ, в то время как правительства обеих стран вели интенсивные консультации по Объединению Германии и уже в следующем году обе спортсменки представляли одну страну.
В оригинальной программе пара Екатерина Гордеева и Сергей Гриньков сенсационно допустила ошибки на прыжке двойной аксель и на тодесе, с большим расхождением оценок (4,8-5,9) заняла лишь 3-е место, однако в произвольной программе выполнила в том числе прыжок тройной тулуп (впервые в своей карьере), тройную подкрутку и в итоге заняла первое место.
В танцах Марина Климова и Сергей Пономаренко в безупречном стиле единогласно выиграли все три вида соревнований, получив три высшие оценки 6,0. Брат и сестра Дюшене обострили борьбу за медали, в произвольной программе четверо судей дали им вторые места.

## Расписание
| Дата      | Дисциплина |
| --------- | --- |
| 30 января | 8:00 — Женщины: Обязательные фигуры 19:30 — Церемония открытия 20:00 — Пары: Оригинальная программа                      |
| 31 января | 8:00 — Мужчины: Обязательные фигуры 15:00 — Женщины: Оригинальная программа 20:00 — Пары: Произвольная программа         |
| 1 февраля | 9:00 — Танцы на льду: Обязательный танец 15:00 — Мужчины: Оригинальная программа 20:00 — Женщины: Произвольная программа |
| 2 февраля | 15:00 — Танцы на льду: Обязательный танец 20:00 — Мужчины: Произвольная программа                                        |
| 3 февраля | 15:00 — Танцы: Произвольный танец                                                                                        |
| 4 февраля | 16:00 — Показательные выступления                                                                                        |

## Результаты

### Мужчины[1]
| Место                                  | Имя                   | Страна         | ОФ | ОП | ПП | ОП+ПП | Очки | Сумма |
| -------------------------------------- | --------------------- | -------------- | -- | -- | -- | ----- | ---- | ----- |
| 1                                      | Виктор Петренко       | СССР           | 2  | 3  | 1  | 2     |      | 3.6   |
| 2                                      | Петр Барна            | Чехословакия   | 4  | 1  | 2  | 1     |      | 4.2   |
| 3                                      | Вячеслав Загороднюк   | СССР           | 6  | 2  | 3  | 3     |      | 6.6   |
| 4                                      | Гжегож Филиповский    | Польша         | 3  | 4  | 4  | 4     |      | 7.6   |
| 5                                      | Рихард Цандер         | ФРГ            | 1  | 9  | 5  | 7     |      | 10.8  |
| 6                                      | Оливер Хёнер          | Швейцария      | 8  | 5  | 7  | 5     |      | 13.2  |
| 7                                      | Даниэль Вайсс         | ФРГ            | 5  | 6  | 8  | 8     |      | 13.6  |
| 8                                      | Филипп Канделоро      | Франция        | 17 | 7  | 6  | 6     |      | 17.0  |
| 9                                      | Ральф Бургарт         | Австрия        | 7  | 10 | 9  | 9     |      | 17.8  |
| 10                                     | Петер Юхансон         | Швеция         | 11 | 8  | 12 | 10    |      | 21.2  |
| 11                                     | Ронни Винклер         | ГДР            | 16 | 12 | 10 | 11    |      | 23.6  |
| 12                                     | Корнел Георге         | Румыния        | 21 | 13 | 11 | 12    |      | 27.2  |
| 13                                     | Алессандро Риччителли | Италия         | 10 | 14 | 15 | 15    |      | 27.4  |
| 14                                     | Хенрик Валентин       | Дания          | 22 | 11 | 13 | 13    |      | 28.4  |
| 15                                     | Стивен Казинс         | Великобритания | 15 | 15 | 14 | 14    |      | 29.0  |
| 16                                     | Ларс Дреслер          | Дания          | 9  | 18 | 16 | 17    |      | 30.4  |
| 17                                     | Оула Яаскеляйнен      | Финляндия      | 20 | 16 | 17 | 16    |      | 34.6  |
| 18                                     | Алькуин Схюльтен      | Нидерланды     | 12 | 19 | 19 | 19    |      | 35.2  |
| 19                                     | Эрик Мийо             | Франция        | 18 | 17 | 18 | 18    |      | 35.4  |
| 20                                     | Томислав Чизмежия     | Югославия      | 13 | 22 | 20 | 20    |      | 38.4  |
| Не отобрались в произвольную программу |                       |                |    |    |    |       |      |       |
| 21                                     | Павел Ванко           | Чехословакия   |    |    |    |       |      |       |
| 22                                     | Андраш Сараж          | Венгрия        |    |    |    |       |      |       |
| 23                                     | Массимо Сальваде      | Италия         |    |    |    |       |      |       |
| 24                                     | Эмануэль Анкорини     | Швеция         |    |    |    |       |      |       |
| 25                                     | Алесандре Геэрс       | Бельгия        |    |    |    |       |      |       |
| 26                                     | Ян Эрик Дигернес      | Норвегия       |    |    |    |       |      |       |
| 27                                     | Александр Младенов    | Болгария       |    |    |    |       |      |       |

Александр Фадеев (СССР) — выбыл до соревнований.
- Рефери: Бен Райт  США
- Помощник рефери: Салли-Энн Степлфорд  Великобритания

Судьи:
- Герхард Фрей  ФРГ
- Боян Липовчак  Югославия
- Мария Жухович  Польша
- Анетт Борен-Маас  Нидерланды
- Моник Жоржелин  Франция
- Линда Петерсен  Швеция
- Приска Бинц-Мозер  Швейцария
- Екатерина Пуштай  Румыния
- Герхард Бубник  Чехословакия

Судья на замене:
- Татьяна Агафонова  СССР

### Женщины
| Место                                  | Имя                  | Страна         |
| -------------------------------------- | -------------------- | -------------- |
| 1                                      | Эвелин Гроссманн     | ГДР            |
| 2                                      | Наталья Лебедева     | СССР           |
| 3                                      | Марина Кильман       | ФРГ            |
| 4                                      | Сурия Бонали         | Франция        |
| 5                                      | Патриция Неске       | ФРГ            |
| 6                                      | Таня Кринке          | ГДР            |
| 7                                      | Наталья Скрабневская | СССР           |
| 8                                      | Тамара Теглаши       | Венгрия        |
| 9                                      | Карола Вольф         | ФРГ            |
| 10                                     | Лариса Замотина      | СССР           |
| 11                                     | Хелена Перссон       | Швеция         |
| 12                                     | Беатриче Джельмини   | Италия         |
| 13                                     | Желька Чижмешия      | Югославия      |
| 14                                     | Летиция Юбер         | Франция        |
| 15                                     | Эмми Мёрдох          | Великобритания |
| 16                                     | Ивонна Покорны       | Австрия        |
| 17                                     | Ленка Кулована       | Чехословакия   |
| 18                                     | Мария Фуглсанг       | Дания          |
| 19                                     | Мишель Кларет        | Швейцария      |
| 20                                     | Астрид Винклеман     | Нидерланды     |
| Не отобрались в произвольную программу |                      |                |
| 21                                     | Мери Карвосеноя      | Финляндия      |
| 22                                     | Сандрине Гойс        | Бельгия        |
| 23                                     | Эндри Ло             | Великобритания |
| 24                                     | Анита Торенфельд     | Норвегия       |
| 25                                     | Милена Маринович     | Болгария       |
| 26                                     | Беата Зелиньска      | Польша         |
| 27                                     | Кристина Перекс      | Испания        |
| WD                                     | Лайя Папель          | Испания        |

- * WD = Снялась с соревнования

### Пары
| Место | Имя                                  | Страна         |
| ----- | ------------------------------------ | -------------- |
| 1     | Екатерина Гордеева / Сергей Гриньков | СССР           |
| 2     | Лариса Селезнёва / Олег Макаров      | СССР           |
| 3     | Наталья Мишкутёнок / Артур Дмитриев  | СССР           |
| 4     | Пегги Шварц / Александер Кёниг       | ГДР            |
| 5     | Анушка Глезер / Стефан Пфренгле      | ФРГ            |
| 6     | Радка Коваржикова / Рене Новотны     | Чехословакия   |
| 7     | Инес Мюллер / Инго Штойер            | ГДР            |
| 8     | Черил Пик / Эндрю Нейлор             | Великобритания |
| 9     | Катерина Баркер / Майкл Олдред       | Великобритания |
| 10    | Хенритте Ворнер / Андреас Зигурдсон  | ФРГ            |
| 11    | Катажина Гловацкая / Кшиштоф Корцаж  | Польша         |
| 12    | Заскиа Буржуа / Гуй Буржуа           | Швейцария      |
| 13    | Светлана Драгаева / Карел Ковар      | Чехословакия   |

### Танцы
| Место                              | Имя                                  | Страна         |
| ---------------------------------- | ------------------------------------ | -------------- |
| 1                                  | Марина Климова / Сергей Пономаренко  | СССР           |
| 2                                  | Майя Усова / Александр Жулин         | СССР           |
| 3                                  | Изабель Дюшене / Поль Дюшене         | Франция        |
| 4                                  | Клара Энги / Аттила Тот              | Венгрия        |
| 5                                  | Оксана Грищук / Евгений Платов       | СССР           |
| 6                                  | Доминик Ивон / Фредерик Паллюэль     | Франция        |
| 7                                  | Сусанна Рахкамо / Петри Кокко        | Финляндия      |
| 8                                  | Анна Крочи / Лука Мантовани          | Италия         |
| 9                                  | Ивана Строндалова / Милан Брзы       | Чехословакия   |
| 10                                 | Малгожата Грайцар / Анджей Достатни  | Польша         |
| 11                                 | Моника Мандикова / Оливер Пекар      | Чехословакия   |
| 12                                 | Линн Бёртон / Эндрю Плейс            | Великобритания |
| 13                                 | Кристина Керекеш / Габор Колечански  | Венгрия        |
| 14                                 | Энн Холл / Джейсон Бломфилд          | Великобритания |
| 15                                 | Петра Цитеман / Франк Ладд-Осхиро    | ФРГ            |
| 16                                 | Заскиа Шталер / Сфен Ауторзен        | ФРГ            |
| 17                                 | Диана Гереншер / Бернард Колумберг   | Швейцария      |
| 18                                 | Микела Чезаро / Карло Соаве          | Италия         |
| 19                                 | Петя Гавазова / Николай Тонев        | Болгария       |
| 20                                 | Катажина Дуигошевская / Анджей Шашор | Польша         |
| Не отобрались в произвольный танец |                                      |                |
| 21                                 | Моника Мукш / Нернд Хацль            | Австрия        |
| 22                                 | Йоанне ван Леуэн / Эрде ваб Лююэвен  | Нидерланды     |